# Симптом
Симптомът (признакът) е проявление на физическо или психическо заболяване или нарушение на жизнеспособността на организма.
Симптом е всяка промяна в здравословното състояние, която човек забелязва и съобщава на лекар. Симптомите са два типа:
- субективни – оплакванията, за които пациентът съобщава;
- обективни – тези, които лекарят или друго лице установява при прегледа.

Отделни обективни симптоми могат да бъдат констатирани и от индивида, стига да не се отнася за психично заболяване, т.е.пациент например с халюцинации или налудности (както е при психозите), не може да бъде обективен (това е субективно преживяване, към което пациентът няма критично отношение).
Гаденето е субективен симптом, докато повръщането е обективен. Коремната болка при ентероколит е субективен симптом, а ускорената перисталтика на червата, която се аускултира със слушалки или се чува дори с просто ухо, е обективен.
Болката, понякога назовавана като болеви синдром, като цяло е чисто субективно преживяване (симптом) и то при различен праг на възбудимост при отделните индивиди, като прага може да бъде различен при един и същ индивид при различни условия.
Съвкупността от симптоми се нарича синдром. Отделните нозологични единици (заболявания) се представят с комбинация или не на отделни синдроми. Думата симптом се употребява и извън здравеопазването със значението на признак.
Симптомът отразява реакцията на дадена система към външно дразнение.